# Campanula justiniana
Campanula justiniana là loài thực vật có hoa trong họ Hoa chuông. Loài này được Witasek mô tả khoa học đầu tiên năm 1906.